# Восья (платформа)
Восья — железнодорожная платформа ведомственной Монзенской железной дороги (в прошлом станция). Открыта в 1932 году и названа по реке Восье.

## История
Изначально станция была открыта в 1939 году как станция перегрузки леса Путикского лесопункта с вагонов узкой колеи на широкую колею. После ликвидации Путикского лесопункта станция Восья существовала как разъезд, но позднее была закрыта, а второй путь демонтирован.

## Описание
Бывшая станция представляет собой обычный остановочный пункт, состоящий из единственного пути. На самом остановочном пункте сохранился и вокзал (рядом с выемкой разобранного второго пути). Имеется низкая короткая посадочная платформа. Рядом со станцией располагается посёлок Восья, превратившийся после закрытия Путикского лесопункта в деревню.

## Деятельность
На остановочном пункте, образовавшемся на месте закрытой станции, производятся только пассажирские операции: остановка пассажирского поезда, продажа билетов. Все грузовые операции и скрещение встречных поездов прекращены.

### Расписание поездов
| № поезда | Периодичность курсирования     | Маршрут               | Время |
| -------- | ------------------------------ | --------------------- | ----- |
| 102/104  | Среда, пятница, выходные       | Вохтога — Ида/Каменка | 20:48 |
| 101/103  | Понедельник, четверг, выходные | Ида/Каменка — Вохтога | 6:11  |